# 휴대 전화 문자 입력 방식
이 문서에서는 언어별 휴대 전화의 문자 입력 방식에 대해 서술한다.

## 한국어
여기서 한국어란 대한민국의 언어, 북한(조선민주주의인민공화국)의 언어('문화어'라 부름), 중국의 조선족 공용어('조선어'라 부름)을 일컫는 뜻으로 사용된다.

### 일반적 사실
휴대전화 문자 입력방식은 시스템으로서는 문자배열 문제와, 협의의 입력방식 곧 입력규칙 문제로 구분된다. 흔히 특허나 논문에서 이 두 가지를 구분하지 않고 혼동하여 문자입력방식 또는 문자배열이라고 부르는데, 이 두 가지는 상호 연관성이 있으며, 각각 그리고 체계적으로 접근하여야 한다.

#### 초성활용형
초성활용형은 10개의 숫자키에 자음 중심으로 할당한다. 대개 'ㄱㄴㄷㄹㅁㅂㅅㅇㅈㅎ'을 기본으로 배열하고 다른 자음은 그 다음 층(레이어)로 할당한다. 과거 체신부 전화기 규격집(1988.11)으로 정해진 배열을 맥슨전자의 무선전화에 적용된 예가 있다. 김민겸한글은 초성활용형에 해당하지만 ㅎ을 모음용으로 겸하고, *, #을 모음용 및 자음변환용으로 겸하는 독특한 설계이다. 자음모음 교대형은 초성활용모드로 변환할 수 있다. 개인들이 초성활용 운동을 벌리기도 하는데, ㅎ 대신 ㅊ을 기본으로 배열하였다. 그러나 일부 학자들은 과거 체신부 전화기 규격을 따르되, 다만 0번 키에 심리학적인 정합성을 위해 ㅇ을 배열해야 하고 따라서 ㅇ과 ㅎ의 위치만 바꾸어야 한다고 주장한다. 초성 10자의 빈도 순서는 자음의 특성에서 보듯 ㅇㄴㄱㄹㅅㄷㅈㅎㅁㅂ이다.

#### 모음의 특성
휴대전화 문자판의 모음의 설계에 한국어의 모음 특성이 중요하다. 현대 한국어의 모음은 표기에 있어서 매우 규칙적 형태만 허용되도록 발전되었다. 영어에서는 aa가 있으나 한국어는 ㅏㅏ, ㅜㅏ 와 같은 조합은 존재하지 않는다. 따라서 입력방식에서 모음은 연접회피나 변환의 문제를 일으키지 않는다.
문자판의 모음은 자모순서, 입력순서와 빈도가 중요하다. 입력의 순서는 사전의 순서와 다르다. 사전은 ㅏㅑㅓㅕㅗㅛㅜㅠㅡㅣ 순이지만, 빈도는 ㅏㅣㅡㅓㅗㅜㅕㅛㅑㅠ 순이며,

#### 자음의 특성
자음은 모든 모델들이 19자를 사용한다. 자음의 빈도는 ㅇㄴㄱㄹㅅㄷㅈㅎㅁㅂㅆㅊㅌㅍㄲㄸㅋㅉㅃ 순이지만, 실제로는 빈도 뿐만 아니라 평음-격음-경음의 자음 체계를 고려하고 있다.
현대 한국어는 초성에서 쌍자음 외의 겹자음, 예컨대 'ㅄ'과 같은 것이 사용되지 않는다. 그러므로 자모교대형 외에는 받침과 초성 사이의 음절마침 신호를 꼬박꼬박 넣을 필요가 없다.
자모의 빈도 뿐 아니라, 자모 간의 연접율도 중요한 특성이다.

#### 숫자키 외의 사용과 특수부호 문제
실용 중인 국내의 모델 중에는 숫자키 내에서 자모를 배열한 것이 있고, *와 #키를 사용하는 것도 있다. 한국어 자모를 숫자키에 한정하면, 기능키를 감안하여도 여분의 키가 남을 수 있다. 특수문자를 키에 할당할 필요가 있느냐는 논란거리이며, 미국은 상용 모델에 따라 1번키 또는 #키를(어떤 것은 0번에 공백 배열), 일본의 경우 #키를 특수문자용으로 사용한다. 문자생활에서는 빈칸의 수요가 높으며, 한국어의 어문에는 평서문과 의문문의 차이를 구분하기 위해 '물음표'가 사용된다. IDN(다국어도메인)이 수 년내에 시행예정이므로 @표의 수요가 높아질 것이 예상된다.
미국의 휴대폰에 2~9번에만 알파벳이 배열된 것을 보고 한국어 자모도 이에 따라야 한다는 생각은 오류이다. 흔히 E.161이라고 알려진 것은 ITU-T 권고안 E.161을 말하는데 국제표준 ISO/IEC 9995-8인 것은 사실이다. 이것은 영어 또는 유럽어 용의 기본으로 영문알파벳은 그렇게 하는 것이 표준이란 뜻이다. 0, 1은 단지 없음(none)으로 되었을 뿐이다. 옛 모델에는 1번키에 Q, Z를 배열하기도 하였다. 유럽 각국의 글자 배열은 국가별로 약간씩 다르다.

#### 표준화 문제와 중국의 조선어공정
기술표준원에서 2009년부터 휴대전화 한글문자배열의 표준화를 진행하여 2011년 표준이 제정되었다.

#### 김민겸한글
기본적인 키패드의 형태는 다음과 같다.
| 1 ㄱ | 2 ㄴ | 3 ㄷ |
| 4 ㄹ | 5 ㅁ | 6 ㅂ |
| 7 ㅅ | 8 ㅇ | 9 ㅈ |
| * ㅡ | 0 ㆍ | # ㅣ |

키패드상 문자배열의 형태는 자음모음분리형이면서, [0]버튼에만 자음모음혼재형이 부분적으로 적용되고 있다. 또한 동시에 상기 1988년 국가표준(참고. 맥슨전자 생산 전화기 자판) 을 수용하는 '초성활용형' 이기도 하다.
버튼누름에 의한 입력방식은 다음의 3가지 방법이 적용되고 있다.
- 한글기본1[13]

ㅋ=ㄱㅡㅡ, ㄲ=ㄱㅣㅣ, ㅎ=ㆍㅡㅡ or ㅇㅡㅡ
- 한글기본2

가 = ㄱㆍ
- 한글기본3 ('3+타 입력방법')

[ㄱ]버튼 연속 누름: ㄱ → ㄱㄱ (or ㄲ) → ㅋ → ㄲ
'한글기본1'에 의하면, 모음버튼 2번 연속 누름으로써 변환버튼처럼 사용되며, 모호성이 전혀 없이 연속입력이 가능하다. 동시에 '3+타 입력방법'으로 이름붙여진 '한글기본3' 기술이 적용되었다. '한글기본3'에서 [ㄱ] 버튼이 2번 눌릴 때 종성자음으로 나타날 수 있는 'ㄲ'은 그 다음 모음버튼이 눌리면 받침 'ㄱ'과 다음글자의 초성자음 'ㄱ'으로 나뉠 수 있으나, 4번 눌렀을 때의 'ㄲ'은 항상 'ㄲ'으로 된다. 우리 한글의 사용빈도 에 기반하여 '한글기본3'을 적용하였을 때 발생하는 모호성은 약 1,000글자에 한 번(약 3500타에 한 번)이다.
모음 입력의 경우 '한글기본2'로 부르는 기술이 적용되었다. 기존에는 모음 'ㅏ' 입력을 "ㅏ = ㅣㆍ"로 입력하였으나, [ㆍ] 버튼을 한 번 누름으로써 모음 'ㅏ'를 입력한다. 예를 들어, "가 = ㄱㆍ" 로 입력된다. 모음 'ㅏ'는 우리 한글에서 22%를 차지하는 모음으로 기존에 2타에 입력하던 'ㅏ'를 1타에 입력하므로, 모음입력의 효율은 11% 이상 향상되었다.
과거 '한글기본1' 기술이 kt의 안폰(Ann Phone)에 탑재되어 생산되기도 하였다. 그러나 단말기 제조회사에서 자판배열을 임의로 변형(모음 배열순서를 'ㅣ', 'ㆍ', 'ㅡ'로 변경하고, 상단의 [1], [2], [3] 버튼에 배치)하고, 문자입력규칙도 임의로 변형("ㅋ = ㄱㅣㅣ", "ㄲ = ㄱㅡㅡ")하여 생산되었다. 이는 숫자배열과 한글자음배열의 통일성을 파괴하고, 입력규칙의 정합성을 깨뜨리는 결과가 되었다. 무엇보다도 이렇게 변형된 자판배열은 초성활용형으로 활용이 불가능해진다.

### 나랏글 자판
| 1 ㄱ     | 2 ㄴ | 3 ㅏㅓ   |
| 4 ㄹ     | 5 ㅁ | 6 ㅗㅜ   |
| 7 ㅅ     | 8 ㅇ | 9 ㅣ     |
| * 획추가 | 0 ㅡ | # 쌍자음 |

과거 LG 피쳐폰에 있었다.
삼성 기본 자판 중 하나.
획추가, 쌍자음 버튼을 눌러 입력하는 방식이다.
예:ㄱ에서 획추가 시 ㅋ, ㄱ에서 쌍자음 시 ㄲ

### 베가한글 II
기본적으로 다음과 같은 키패드가 자리잡 있다.
| 1 ㄱㅋ | 2 ㅣㅡ | 3 ㅏㅑ |
| 4 ㄷㅌ | 5 ㄴㄹ | 6 ㅓㅕ |
| 7 ㅁㅅ | 8 ㅂㅍ | 9 ㅗㅛ |
| * ㅈㅊ | 0 ㅇㅎ | # ㅜㅠ |

자음, 모음 모두 제자리타법으로서, 한 번 누를 경우 그 키에 적혀 있는 첫 번째 자모가, 두 번 누를 경우 그 키에 적혀 있는 두 번째 자모가 나온다. ㄱ(1)을 한 번 누르면 ㄱ이 나오고 두 번 누르면 ㅋ이 나오는 식이다. 다시 한 번 더 누르면 ㄲ이 나온다. *표와 #표 모두 자모를 할당하여, 단어방식의 활용이 제한적이고, 여분의 키가 없다.
과거 팬택폰에서 사용하였다. 당시 명칭은 SKY 베가한글 II였다.
삼성 기본 자판 중 하나

### 천지인 자판
| 1 ㅣ   | 2 ㆍ   | 3 ㅡ   |
| 4 ㄱㅋ | 5 ㄴㄹ | 6 ㄷㅌ |
| 7 ㅂㅍ | 8 ㅅㅎ | 9 ㅈㅊ |
| *      | 0 ㅇㅁ | #      |

삼성폰, 아이폰, 안드로이드폰, 현재 피쳐폰에 이용되고 있다.
삼성, 애플, 구글 기본 자판 중 하나.
입력 방식은 예:(ㄱ → ㅋ → ㄲ → ㄱ으로 되돌아감)

##### 삼성전자: 천치인 플러스
| 1 ㅣ | 1 ㅣ | 2 ㆍ    | 2 ㆍ    | 3 ㅡ | 3 ㅡ |
| 4 ㄱ | ㅋ   | 5 ㄴ    | ㄹ      | 6 ㄷ | ㅌ   |
| 7 ㅂ | ㅍ   | 8 ㅅ    | ㅎ      | 9 ㅈ | ㅊ   |
| *    | *    | 0 ㅇ ㅁ | 0 ㅇ ㅁ | #    | #    |

삼성 기본 자판 중 하나

## 영어

### 미국
미국 휴대전화는 인터페이스, 문자 입력 부분에서 영어와 스페인어 등의 유럽어를 모두 지원한다.

#### 일반 12키 키패드
12키 미국 휴대전화의 경우 다음과 같은 키패드가 자리잡고 있다. 이는 ITU-T 표준 E.161(=ISO/IEC 9995-8)를 기본으로 한 것이다. 원래 표준에는 공백(space)이 정의되지 않았고 1번과 0번에 알파벳이 할당되지 않았다. 1번과 0번에 할당되지 않은 것은 역사적으로 다이얼 시대에 알파벳을 할당한 것에서 유래하였기 때문이라고 한다. 0번은 교환대 호출(operater call), 1번은 가장 빠른 다이얼링때문에 긴급용으로 쓰였기 때문이다. 그러나 상용으로 Q, Z를 1번키에 할당한 모델도 있고, 0번키에 공백을 할당한 모델도 있다.
| 1 문장 부호 | 2 ABC | 3 DEF  |
| 4 GHI       | 5 JKL | 6 MNO  |
| 7 PQRS      | 8 TUV | 9 WXYZ |
| * 대소문자  | 0     | # 공백 |

1 키로 입력할 수 있는 문장 부호는 . @ ? ! - , &: ' / 열 가지이다. (기타 기호는 '기호(symbols)' 화면에서 입력 가능하다.)
* 키로는 모두 소문자, 첫 글자만 대문자, 모두 대문자 이 세 모드를 결정할 수 있다. 모두 소문자(abc 또는 word로 표시됨)는 현재 입력하고 있는 단어를 모두 소문자로 입력하며(the), 첫 글자만 대문자(Abc 또는 Word로 표시됨)는 현재 입력하고 있는 단어의 첫 글자만 대문자로 만들며(The), 모두 대문자(ABC 또는 WORD로 표시됨)는 현재 입력하고 있는 단어를 모두 대문자로 입력한다(THE).
크게 ABC 입력 모드(entry mode)와 WORD 입력 모드가 존재한다.

##### ABC 입력 모드
2를 한 번 누르면 A가 나오고, 두 번 누르면 B가 나오고, 세 번 누르면 C가 나오며, 네 번 누르면 2가 나오고 다섯 번 누르면 다시 A로 되돌아가는 식이다. (A → B → C → 2 → A → ···) 1초 이상 반응이 없으면 다음 입력을 받기 위해 조합이 중단된다. 즉 제자리타법이며 영어로 multi-tap이라고 부른다.
이 방법은 구현하기는 편리하지만 문자 입력이 성가시다는 단점이 있다.
일부 전화기에서는 à, â, æ 같은 문자까지 되는 경우도 있다.(예:A → B → C → 2 → À → Â → Æ → A → ···)

##### WORD 입력 모드(T-9 방식)
ABC 입력 모드로는 문자 보내는 데 시간이 많이 들며, 같은 키를 공유하는 글자가 연달아 붙어 나오는 경우 기다리는 수밖에 없다. (예: cabbage, added, highlight)
WORD 입력 모드에서는 ABC 모드와는 달리 해당 글자가 속하는 키를 한 번만 눌러 주면 된다. 그러면 휴대전화는 단어 데이터베이스에 있는 단어들을 바탕으로 현재 들어온 키 입력으로 어떤 단어를 만들 수 있는지 검사한 뒤, 해당 키 입력에 맞는 단어 하나를 출력한다. 예를 들어 23333을 입력하면 자동으로 added라는 단어가 만들어지고, 4444를 입력하면 high가 만들어진다. 이를 phoneword방식, predictive방식, 또는 상용으로 T-9 방식이라고도 부른다.
한 키 입력에 해당하는 단어가 여러 개일 경우 0 키를 눌러 변환할 수 있다. 이는 일본어 IME에서 입력한 문자열(주로 가나)을 원하는 문자열(주로 한자)로 변환하는 방식과 비슷하다. 예를 들어 단어 gone, good, home, hood 넷은 모두 4663이라는 똑같은 키 입력을 공유한다. 4663을 입력하면 good이 먼저 뜨는데, gone이나 home을 입력하고 싶다면 해당 단어가 나타날 때까지 0 키를 눌러 주면 된다. (4663의 경우 빈도에 따라 good, home, gone, hood 순서로 나온다.)
하지만 WORD 입력 모드의 특성상 현재 입력하고 있는 단어 문자열이 수시로 바뀌기 때문에 사용자를 헷갈리게 하는 경우가 종종 있다. 예를 들어 remember라는 단어를 입력할 때 나타나는 문자열들은 다음과 같다.
| 7        | s        |
| 73       | re       |
| 736      | pen      |
| 7363     | send     |
| 73636    | sendo    |
| 736362   | rememb   |
| 7363623  | remembe  |
| 73636237 | remember |

이 방법은 문자 입력에는 편리하지만 문자열이 키 입력에 따라 수시로 바뀌어 사용자를 당황하게 하는 경우가 종종 있고, 단어 데이터베이스가 필요하므로 구현하기 힘들다는 단점이 있다.

#### QWERTY 키패드
사이드킥(sidekick)과 같이 QWERTY 키패드를 가진 휴대전화의 경우, QWERTY 자판과 같은 형태의 키패드를 가지고 있어 ABC나 WORD 입력 모드와 같은 입력 모드가 필요 없다. 컴퓨터 QWERTY 자판을 치듯이 자연스럽게 입력할 수 있기 때문이다. 하지만 글쇠 크기가 작아 손가락이 큰 사람은 키를 누르기 어렵다는 단점이 있다. Shift 키로 대문자를 입력하며, Symbols 키로 기호를 입력할 수 있다. 스마트폰 시대가 도래하여 스마트폰에는 12자판 뿐 아니라 쿼티 자판도 수록하였다. 휴대전화의 쿼티자판은 단순히 컴퓨터 쿼티자판을 옮기는 것 이상의 어려운 문제이다. 휴대전화는 자판이 작고 손으로 잡아야 되므로 손가락의 자유도가 제한적이기 때문이다. 미국인들은 ABC나 WORD 방식들을 성가시게 생각하기 때문에 자판이 작아도 쿼티 자판을 선호한다고 한다.

## w10 키보드
| 1 u | 2 l                     | 3 n |
| 4 c | 5 i                     | 6 o |
| 7 j | 8 t                     | 9 f |
| *   | 12 ㅅ라 0 - \|\| # 공백 |     |

w10 키보드는 안드로이드폰에서 다운 받을 수 있는 키보드이다.
이것은 획으로 문자를 쓴다.
u,l,n은 업 포지션, c,i,o는 센터 포지션, j,t,f,-는 다운 포지션이다.
u,c,j는 왼쪽, l,i,t,-는 중간, n,o,f는 오른쪽이다.
f는 단독으로만 쓸 수 있으며, #은 공백으로 쓰며 * 한개의 여분이 남는다.
쓰는 방법은 튜도리얼에 나와있다. 하지만 e가 없어 당황하는 경우도 있는데 e는 -를 입력하면 된다.
대소문자 변경은 Aa라는 버튼이 있다. 예를 들어 대문자 f를 입력하고 싶으면 일단 소문자 f를 친 뒤, Aa를 누르면 된다.

## 유럽의 언어
영문 키패드에 ü, é, å, ä, ö, €, @ 등이 수록된 변형이 쓰인다.

### 스페인어
기본적으로 위에 나열된 영어 입력 방식과 동일하나 영어에서는 쓰이지 않는 스페인어 고유의 로마자도 입력 가능하다.
일반 12키 키패드 휴대전화 ABC 입력 모드의 경우 다음과 같은 순서로 동작한다.
- 2: A → B → C → Á → 2 → A → ···
- 3: D → E → F → É → 3 → D → ···
- 4: G → H → I → Í → 4 → G → ···
- 6: M → N → O → Ó → Ñ → 6 → M → ···
- 8: T → U → V → Ú → Ü → 8 → T → ···

PALABRA 입력 모드는 영어의 WORD 입력 모드에 해당하며, 영어에서와 똑같은 방식으로 동작한다. 영어 단어 데이터베이스 대신 스페인어 단어 데이터베이스를 쓴다는 것만 다르다.
사이드킥 형태 휴대전화의 경우 U를 누르면 U와 Ú, Ü 중에서 하나를 고르라는 후보 대화 상자가 뜬다. 왼쪽, 오른쪽 키를 눌러 원하는 문자를 선택한 뒤 OK 키로 확정하면 선택한 문자가 입력된다.

## 일본어

### 일본
일본 휴대전화에는 기본적으로 다음과 같은 키패드가 자리잡고 있다.
| 1 あ   | 2 か            | 3 さ   |
| 4 た   | 5 な            | 6 は   |
| 7 ま   | 8 や            | 9 ら   |
| * ゛゜ | 0 わをん 、。ー | # 記号 |

1을 한 번 누르면 あ가, 두 번 누르면 い가, 세 번 누르면 う가, 네 번 누르면 え가, 다섯 번 누르면 お가 나오는 식이다. 탁점, 반탁점은 * 키로 붙일 수 있다. 예를 들어 が를 입력하려면 2를 눌러 か를 입력하고 * 키를 누르면 된다.
가타카나를 입력하기 위해서는 자판전환을 한다.

## 중국어
중국 휴대전화는 영문자판을 한어병음(영어 알파벳으로서 발음부호로 사용하는 것)의 알파벳으로 사용하여 word 방식(T-9)으로 입력한다.

## 같이 보기
- 휴대전화 자판
- 한글 자판
- en:E.161